# Párniczky András
Párniczky András (Genf, Svájc, 1972. április 12. –) magyar jazzgitáros előadóművész és tanár. Párniczky az európai jazzszíntér elismert és kiemelkedő személyisége. Jellegzetes hangzására és improvizációs stílusára olyan előadók voltak hatással, mint Kurt Rosenwinkel, Bill Frisell, Wayne Shorter és John Coltrane, illetve olyan klezmerművészek, mint Harry Kandel, Abe Schwartz és Mishka Ziganoff.

## Pályafutása
Zenei tanulmányait a bécsi American Institute of Music-ban, a budapesti Erkel Ferenc Zeneiskolában és a Liszt Ferenc Zeneművészeti Egyetemen végezte. 2001-től 2002-ig Hollandiában a hágai Holland Királyi Zeneakadémia ösztöndíjas tanulója lett. Részt vett a Berklee College of Music perugiai nyári kurzusán.
Már tanulmányai során megalapította zenekarait, a Párniczky Quartetet és Quintetet, és egyéb jazz és klezmer zenekarokban is közreműködött. 2001 augusztusában megalapította a Nigun zenekart. A Nigun az egyetlen jazzformáció, ami a kelet-európai zsidó zenén alapszik.
Eddigi pályája során Párniczky számos neves hazai és külföldi zenésszel dolgozott együtt, a teljesség igénye nélkül: Steven Bernstein (Sex Mob), Matt Darriau (Klezmatics), Aaron Alexander (Hasidic New Wave), Arthur Kell, Daniel Zamir, Fritz Landenberger, Baló István, Benkő Róbert, Barcza Horváth József, Dresch Mihály, Egri János, Kovács Ferenc, Lukács Miklós, Monori András, Palya Bea, Szabó Dániel, Szandai Mátyás, Szőke Szabolcs és a klasszikus zongorista Fellegi Ádám. Fellépett a Graham Collier által vezetett big banddel. 
2001-ben zenét szerzett a Residentie Orkest számára, melyet később Hágában, Anton Phillips Zaal vezényletével adtak elő. 2006-ban részt vett John Zorn Cobra című darabjának budapesti előadásán a Művészetek Palotájában.
2005-ben a Zoller Attila Jazz Gitár Verseny döntőse lett. A zsűri elnöke Pat Metheny volt.
2003-tól 2008-ig a Bartók Béla Konzervatórium Jazz tanszakának óra adó tanára volt. 2004 és 2006 között a Lauder Javne Zeneiskolában tanított gitárt és vezetett zenekari gyakorlatot. Ma az Etűd Zeneművészeti Szakközépiskola jazzgitár-, jazzelmélet- és jazztörténet-tanára. Emellett magántanár, és kurzusokat vezet Magyarországon és a dániai Performers House-ban. 
Írásai, kritikái 2004 óta jelennek meg a Gramofon Klasszikus és Jazz szaklapban, valamint a Fidelio Magazinban és a Fidelio Online-on.

## Film és színház
Párniczy zenészként közreműködött olyan filmek elkészítésében, mint a Portugál (rendezte: Lukács Andor) és a Chacho Rom (rendezte: Szabó Ildikó). A Gaál Mariann által rendezett Door Quatrologie és Barbakán című táncfilmek készítésekor zenei szakértő volt. A Kő-papír..., az Ott és a Chance Operation című táncdarabok zeneszerzője és gitárosa volt.

## Rádió
- 2010 – Starsky és Hát Jazz Club, Radiocafé
- 2011 – Kosher Jam, UK Jazz Radio

## TV-szereplések
- 2000 – Naprakész (MTV1, Magyarország)
- 2005 – Gong (Duna TV, Magyarország)
- 2005 – MOLto Vivace 7. Zbigniew Namyslowski Quintet, Nigun (rendezte: Czabán György)

## Diszkográfia
A Nigunnal:
- Klezjazz – 2003
- Standard – 2004
- Hungarian Jazz Store – 2005
- Nigun w/ Daniel Zamir – Bale Kulturnik – 2006
- Hangvető 2006/2007 válogatás
- Mika Tivadar Hangjai – 2011

Vendégművészként:
- Soma – Teljes Ebéd – 2005

## Külső hivatkozások
- A Nigun zenekar oldala
- https://www.myspace.com/nigunband
- http://info.bmc.hu/index.php?node=artists&type=J&search=andras+parniczky&search_tol=&search_ig=&valaszt=nev
- https://web.archive.org/web/20120426075407/http://www.hungarianmusicexport.hu/Nigun/
- http://www.napvilag.net/zene/20081013/parniczky_andras_remelhetoleg_a_jazz_ki_tud_lepni_a_skatulyabol Archiválva 2012. április 26-i dátummal a Wayback Machine-ben
- http://www.klezmershack.com/contacts/klezbands_n.html